# Ashikaga Yoshimi
Ashikaga Yoshimi (足利 義視?; 3 marzo 1439 – 15 febbraio 1491) fu fratello dello Shōgun Ashikaga Yoshimasa, e uno dei rivali per la successione dello shogunato Ashikaga la cui disputa portò all'inizio della guerra Ōnin..

## Biografia
Yoshimi era l'abate di un monastero di Jōdo quando fu avvicinato per la prima volta nel 1464 da Hosokawa Katsumoto, il quale desiderava sostenere Yoshimi per la carica di Shōgun. Inizialmente Yoshimi cercava di attenersi alla sua vita religiosa e non desiderava diventare shōgun. Tuttavia  fu convinto a unirsi a suo fratello, lo shōgun, e ad aiutarlo, venendo dichiarato erede di Yoshimasa poiché quest'ultimo non aveva figli. La nascita del figlio dello shōgun, Yoshihisa, mise Yoshimi in una situazione imbarazzante, rendendo la sua successione non più definita, anche se rimase come vice di Yoshimasa.
Nonostante il sostegno di Yoshimi da parte degli Hosokawa, fu Yamana Sōzen che rimase per qualche tempo nella villa di Yoshimi e che nel marzo del 1467 partecipò ad una cerimonia in onore dello shōgun e di suo fratello Yoshihisa. Gli Hosokawa non parteciparono, mentre si stavano preparando per l'imminente guerra tra loro e gli Yamana, che sostenevano la successione del figlio infantile dello shōgun, Yoshihisa.
Dopo le prime battaglie tra gli Hosokawa e Yamana a Kyoto, la guerra Ōnin si trasformò in una guerra tra Yoshimi e suo fratello per la carica lo Shōgun. Attraverso una serie di eventi complicati, Yoshimi alla fine divenne uno dei principali generali degli Yamana, fu dichiarato "ribelle" dall'Imperatore e privato del suo titolo. Quello stesso anno, il 1469, lo shōgun nominò ufficialmente Yoshihisa erede.
Yamana e Hosokawa morirono entrambi poco dopo, nel 1473, e la guerra Ōnin si concluse nel 1477, assieme alle aspirazioni politiche di Yoshimi.